# 체펠린 비행조선
체펠린 비행조선 유한책임회사(독일어: Luftschiffbau Zeppelin GmbH 루프트시프바우 체펠린 게엠베하[*])는 20세기 초 독일에서 활약한 항공기업체다. 경식비행선, 특히 체펠린 비행선의 설계, 제조를 선도한 기업이었다. 페르디난트 폰 체펠린 백작이 창업주이며, 전간기에는 후고 에케너가 경영을 맡았다. 비록 비행선 산업이 시대적으로 한 물 가버렸지만 기업 자체는 현재까지 명맥을 유지하고 있다.

## 같이 보기
- 체펠린 비행선 목록